# The Battle for Wesnoth
『The Battle for Wesnoth』（ザ・バトル・フォー・ウェスノス）は、2003年からオープンソースで開発が進められているターン制戦術ウォー・シミュレーションゲームである。無償で遊ぶことのできるフリーゲームに分類される。
LinuxとWindows、Mac OS、iPhoneなどのオペレーティングシステムに対応しており、itch.ioやSteamに加えてWindows Package Managerでも配信されている。また、日本語を含む様々な言語への翻訳が行われており、未訳部分については英語の原文に置き換えて表示される。

## 概要
基本的な勝利条件は、敵勢力のリーダーユニットを倒す（体力を0にする）ことである。キャンペーンによっては別の勝利条件が設定されていることがあり、「自軍のリーダーをマップの特定の場所まで移動させる」、「決められたターンまで生き残る」などがある。

## 特徴
豊富なアドオン
ユーザーによって作成されたキャンペーンやマップ、ユニットをダウンロードできる。
ネットワーク対戦
世界中のプレイヤーと対戦することができる。日本語は利用できないがチャット機能もある。
多種多様なユニット
騎士・魔術師・盗賊などの人間に加え、エルフ、ドワーフ、トロール、ドレイク（ドラゴン）、オークなどのユニットがいる。この他にもキャンペーンによって独自のユニットが用意されているほか、マップの時代設定によっても使用できるユニットは異なる。ユニットは戦闘で経験値をためることによりレベルアップし、能力や外観、役職が変化する。
美しいグラフィックとサウンド
ユニットとマップはすべてドットで描かれており、ユニットの攻撃の際にはアニメーションがある。BGMと効果音もすべてオリジナルである。
ユーザーに親切な設計
ユニットの移動やメニューの選択は主にマウスを使用するが、キーボード用のコマンドもある。ユニットの攻撃時には、攻撃方法ごとに予想ダメージと命中率が表示される。
オートセーブ機能があり、ターンごとにセーブファイルが作成されるので、何度でもやり直しがきく。
リプレイもセーブと同様に自動的に保存される。
時間の概念
戦闘フィールドには時間の概念があり、ターンを進めることで昼夜が変化する。ユニットは「秩序」、「混沌」、「中立」のいずれかの属性を持ち、時間によって強さが変わる。
ユニットは雇用する
リーダーが「主塔」と呼ばれる拠点にいなければユニットを雇用することはできない。さらにユニットの雇用には資金が必要であり、資金は「村」を占領することで手に入る。敵によってすでに占領されている村に自軍のユニットを置くと、その村を自軍で占領したことになる。また、村には防御力上昇の効果と回復効果があるため、村を奪い合うことも重要な駆け引きとなる。